# Gerhard Flekatsch

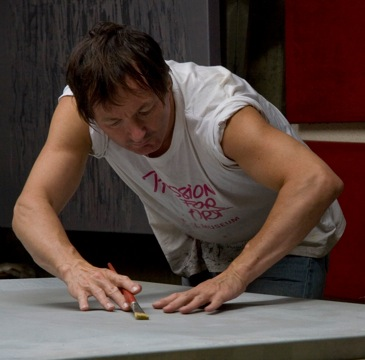
Gerhard Flekatsch (2009)

Gerhard Flekatsch (* 5. Mai 1958 in Wien) ist ein österreichischer bildender Künstler. Er lebt und arbeitet in seiner Heimatstadt.

## Leben
Gerhard Flekatsch ist Kunstschaffender aus Wien. Zusätzlich zu seinem früheren Beruf im flugmedizinischen Management, kann er auch auf viele Jahre positiver Erfahrung als Kulturjournalist, Kulturmanager (Intendant „Naher Osten – Naher Westen“) und Fotograf zurückblicken. 2006 schließt Flekatsch an seine prägende Jugendzeit an, in der er im Atelier seines Großvaters Richard Mahler in die Malerei und das Zeichnen eingeführt wurde. Seither widmet er sich voll und ganz der Bildenden Kunst. Seine künstlerische Tätigkeit kreist um menschliche Vorstellungsvielfalt, Wahrnehmung und die Willkürlichkeit von Grenzen.

## Ausstellungen (Auswahl)
- 1993: Austrian Embassy "inner affairs", Washington D.C.
- 1993: Casineum Velden, Casinos Austria, Velden
- 1995: „art integro“ Art Mile - Round Table 37, curated by Angelica Bäumer and Agnes Husslein, Vienna
- 2002: Gallery Tonart „under your skin“ opening Mag. Andrea Jungmann (Sotheby’s), Vienna
- 2005: Performance "mit den Augen essen" (eating with your eyes), Museumsquartier Vienna, curated by Sylvie Proidl and Ingrid Süschetz, Vienna
- 2006: Museum Arterra "fluida" curated by Elmar Zorn and Ewald Stastny, Berndorf
- 2009: Wittgensteinhaus „gestural phrasing“, opening Ernst Strobl, Vienna
- 2010: "Near East – Near West", transcultural dialogue and festival (2 month) at Hainfeld Castle
- 2010: Video for Absolut Vodka exhibition "absolut essential", Vienna
- 2011: Art-com gallery, "idiosyncrasy" curated by Mag. Angelika Romauch, Vienna
- 2011: Art 4 Amnesty International, life painting (5 artists) 50 faces for 50 years AI, Vienna
- 2013: Gallery am Schillerplatz „multiple choice“ opening by Friedrich Cerha and Ursula Magnes, Vienna
- 2014: Umjetnička Galerija BiH (National Gallery of BiH) curated by Edith Risse, Sarajevo
- 2016: Liesl „hells bells“, curated by Ulrike Schuster[1]
- 2018: Artist in residence with NS2021 foundation. Collaboration with Likovni Krug at Petrovaradin studios.
- 2018: 24 hours Svilara „Between reminiscence and expectation“, opening by Prime Minister Ana Brnabić at Kulturna Stanica Svilara, Novi Sad
- 2019: SULUV Gallery, "waste and society", work in progress with 4 Serbian and 4 Austrian artists, Novi Sad[2]